# ورم وظيفي
ورم وظيفي (بالإنجليزية: Functioning tumor)‏ هو ورم يحدث في أنسجة جهاز الغدد الصماء ويُصنعُ الهرمونات (موادٌ كيميائية تنتقل عبر جهاز الدوران وتتحكمُ في وظائف الخلايا والأعضاء).